# Métro de Mexico

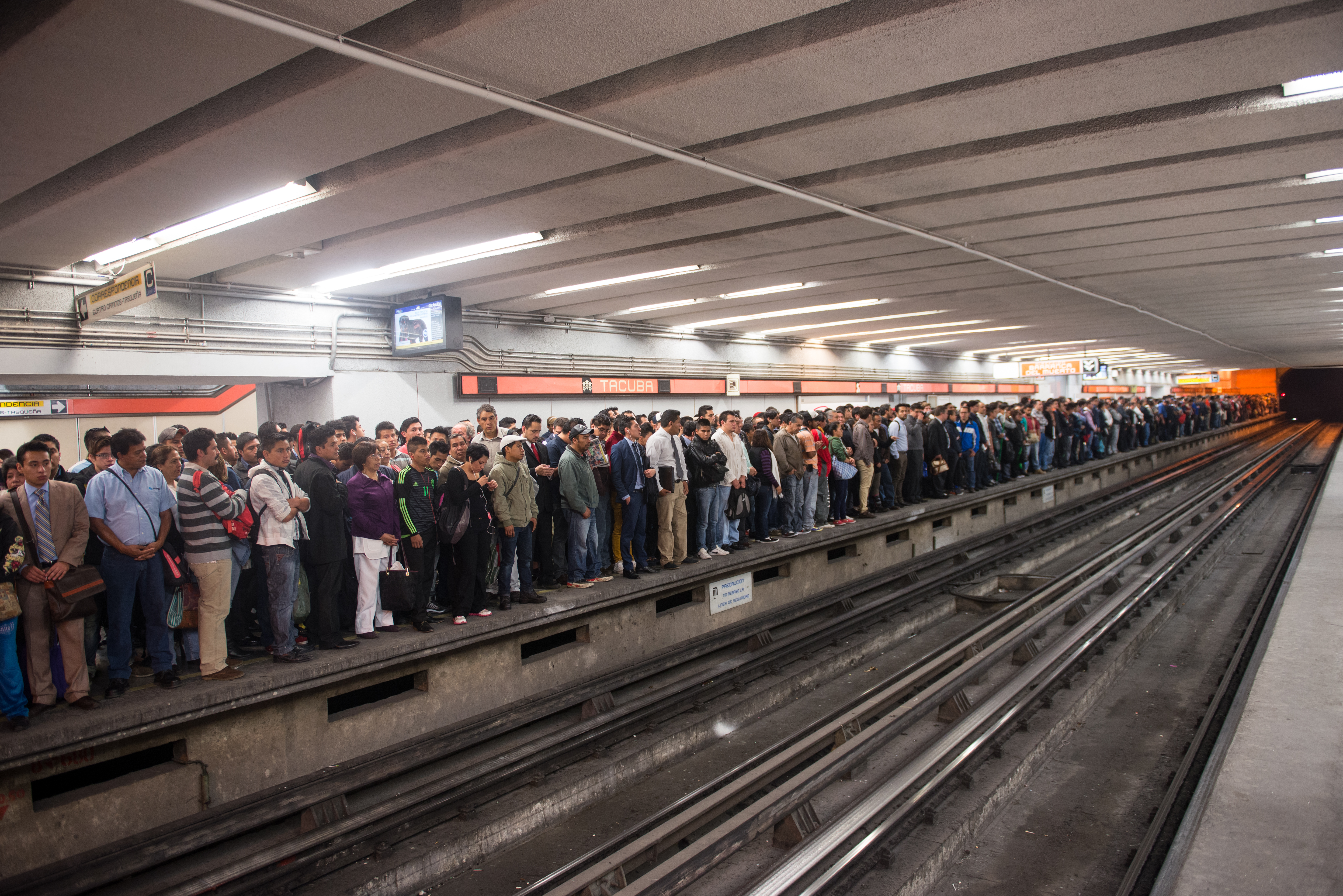
La station de métro de Mexico Tacuba, bondée, en juillet 2015.

Le métro de Mexico est un des moyens de transport en commun de l'agglomération de Mexico capitale du Mexique. En 2019, le métro de Mexico a transporté environ 4,5 millions de passagers par jour (1 660 millions de passagers). Le réseau comporte 12 lignes de métro totalisant 200,9 km en service voyageurs (225,5 km en comptant les voies de service et de dépôt) avec 195 stations. Le métro est géré par STC Metro (abréviation de Sistema de Transporte Colectivo Metro). Ce réseau est complété par deux autres lignes. La première est de type métro léger, longue de 13 km et comporte 18 stations, entre Tasqueña et Xochimilco, dans le sud de la ville. La seconde ligne est une ligne de chemin de fer suburbaine de 27 km et 7 stations au nord entre Buenavista - Cuautitlan, mise en service en 2008. 

## Historique

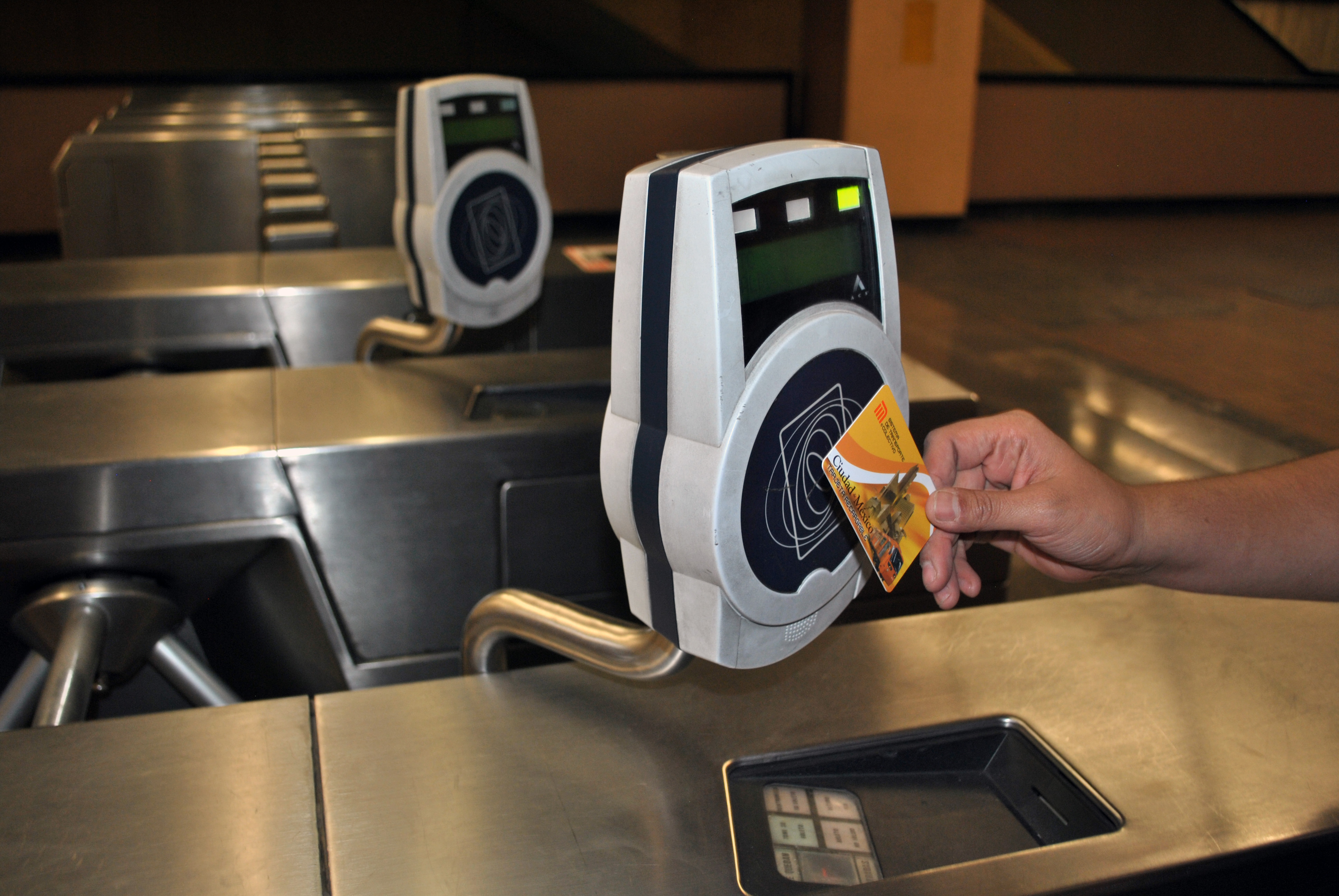
Utilisation d'une carte rechargeable pour l'accès au métro.

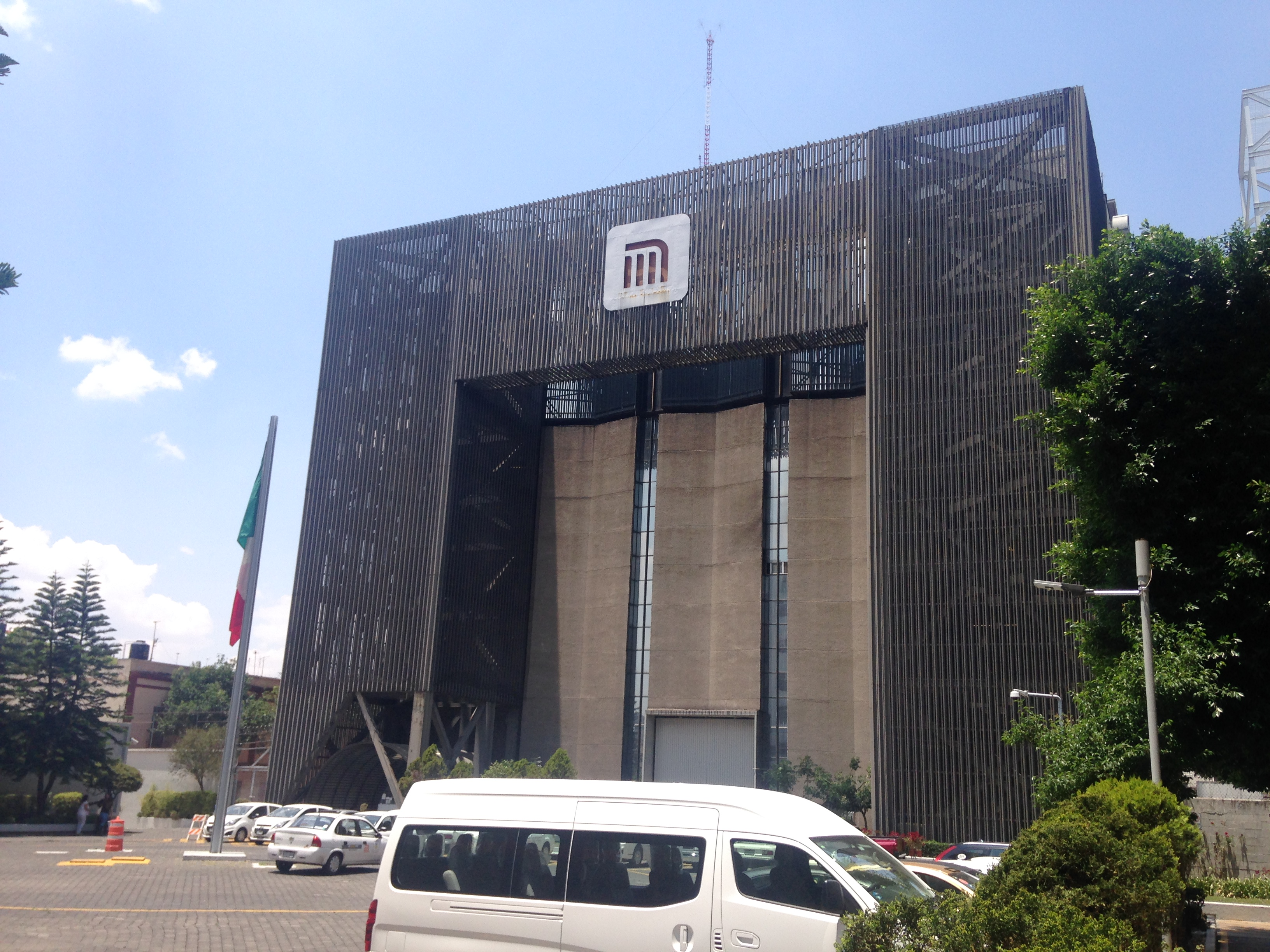
Contrôle central du métro de Mexico.

### La construction des trois premières lignes (les années 70)
Les premiers projets de construction du métro remontent aux années 1950 alors que la ville comptait 4 millions d'habitants (8,9 millions pour la ville et 21 millions pour l'agglomération en 2015). Le réseau de tramway et celui de bus ne suffisaient plus à répondre à la demande. En 1967, le gouvernement approuva la construction d'un métro en perspective des Jeux olympiques de 1968. L'objectif était de fournir un système de transport en commun aux populations vivant dans les quartiers est et ouest de l'agglomération. 
Cette étude fut conduite par l'ingénieur civil Gustavo Leal de la Gala désigné par le gouvernement mexicain pour entreprendre des négociations avec les industriels français (favorisés par la venue du général de Gaulle au Mexique en mars 1964). Le métro fut développé avec l'expertise de la société française SOFRETU, filiale RATP ce qui explique le choix du métro sur pneumatiques. La première phase comprenait la construction de trois lignes, la première ayant un trajet est-ouest, la deuxième nord-sud et la troisième reliant le nord ouest au centre-ville puis s'orientant vers le sud de manière à couper les deux autres lignes. C'était la solution de l'anneau caractérisées par trois intersections.
Deux ans après le lancement des travaux, la première ligne ouvrit en septembre 1969. Le premier tronçon allait de Zaragoza à l'est jusqu'à Chapultepec à l'ouest. Au début le réseau ne comportait que 16 stations et faisait 11,5 km de long ; il rencontra un grand succès auprès des habitants de Mexico. En septembre 1970, la ligne 2 ouvrait entre Tacuba au nord-ouest et Tasqueña au sud où elle était en correspondance avec la ligne de métro léger Xochimilco-Tlalpan desservant le sud-ouest de la ville (cette ligne de métro léger fut modernisée par la suite). La ligne 2 comportait 22 stations et 18 km de voies. Un prolongement de la ligne 1 jusqu'à Tacubaya ouvrit à la même époque ; cette ligne fut de nouveau prolongée jusqu'à Observatorio en 1972. En 1974 à la fin de la phase 1, le métro comportait 40 km de ligne et 48 stations. Durant les travaux, les constructeurs découvrirent des vestiges de l'ancien empire aztèque (pyramide circulaire dédiée à Ehécatl dieu du vent).  
Le réseau ainsi créé n'était pas suffisant pour une agglomération qui atteignait alors 11 millions d'habitants, mais à cette époque le gouvernement mexicain ne disposait pas de fonds pour réaliser des extensions. 
Un accident survint en 1975 (collision de deux rames à la station Viaducto) qui remit en cause les dispositifs de sécurité qui furent revus.
En 1977, un plan de développement à long terme fut adopté. Ce plan prévoyait 15 lignes, un réseau de 315 km qui devait être achevé en 2015. La plupart des nouvelles lignes créées depuis respectent à peu près ce tracé, sauf lorsque des raisons géologiques ne l'ont pas permis (ligne 8). 

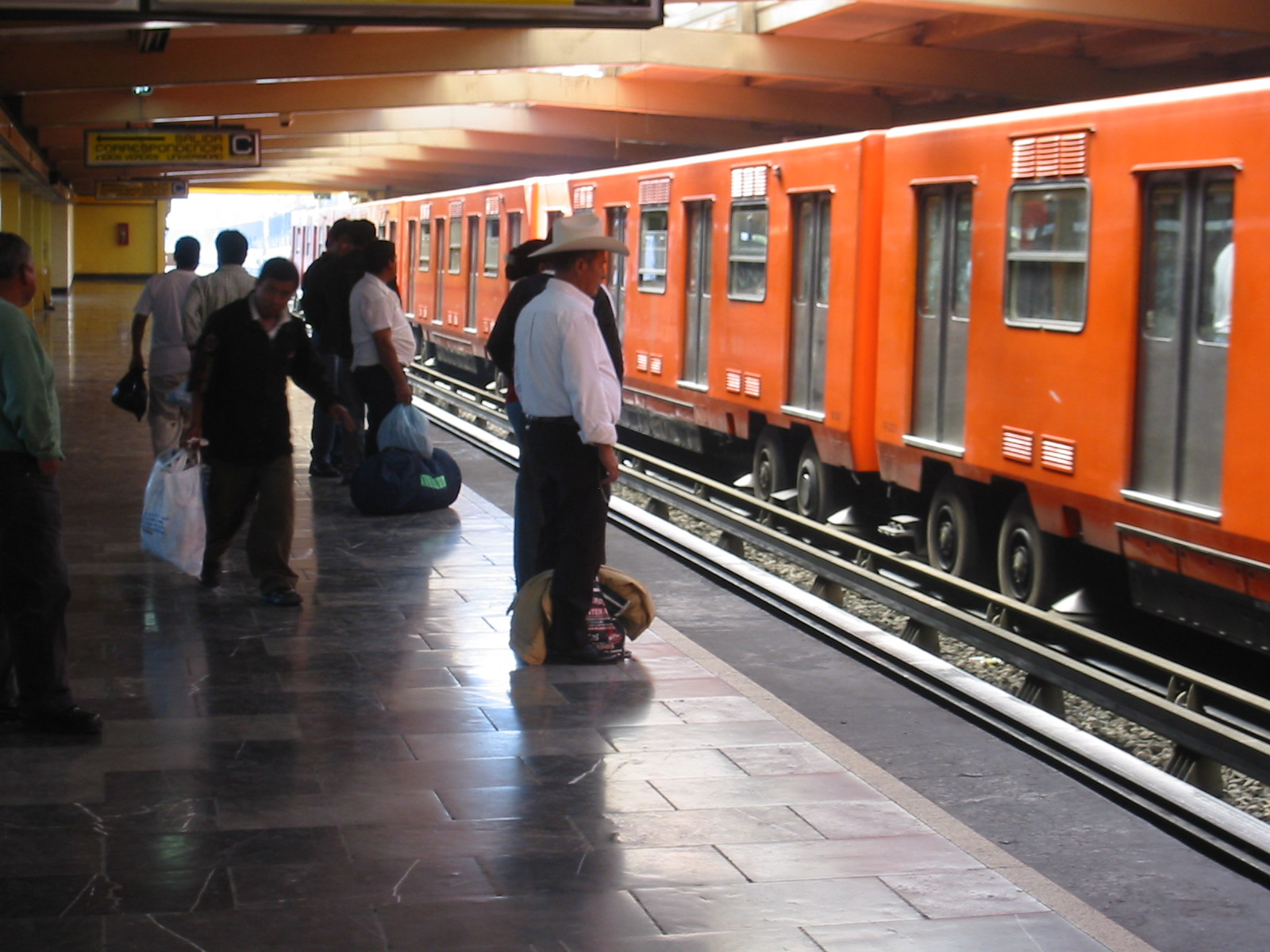
Rame dans une station, on peut apercevoir les pneus de la rame.

À la suite de la hausse du prix du pétrole des années 1970, des fonds furent de nouveau disponibles. La ligne 3 fut prolongée en quatre étapes entre 1978 et 1980.

### La construction des quatre lignes suivantes (première moitié des années 80)
La construction des lignes 4 et 5 commença en 1980. La ligne, construite sur un viaduc, suit un tracé nord/sud dans la partie est de la ville. La ligne 5 relie la banlieue est à l'école Polytechnique au nord-est via l'aéroport. Durant les travaux, les restes d'un mammouth vieux de plus de 10 000 ans furent découverts près de la future station Talismán qui prit le mammouth comme symbole. Les deux lignes ouvrirent par étapes en 1981-1982.
Le premier tronçon de la ligne 6, une ligne est/ouest dans le nord de l'agglomération fut ouverte en 1983. La ligne 7 ouvrit en trois étapes entre 1984 et 1985. La ligne 7 est la plus profonde du métro de Mexico. Certaines stations sont à 35 mètres de profondeur. Enfin deux autres prolongements furent inaugurés d'une part sur la ligne 1, d'autre part sur la ligne 2 jusqu'à Cuatro Caminos qui était la première station située à l'extérieur du district fédéral.
Fin 1985, le métro comprenait 105 stations et 110 km de lignes.

### La construction des lignes 9, 8 et A
Durant les trois années suivantes, d'autres tronçons furent ouverts dans le périmètre du district : la deuxième partie de la ligne 6 (Instituto del Petróleo – Martín Carrera) en 1986, la ligne 9 destinée à soulager la ligne 1 en 1987 et le nord de la ligne 7 (Tacuba – El Rosario) en 1988.
Le tracé de la ligne 8 fut modifié pour des raisons géologiques. Initialement, la station devait aller de Indios Verdes aux limites est de la ville à Ejército Constitucionalista en passant par le centre-ville. Mais plusieurs constructions datant du XVIIe siècle ainsi que les ruines d'un temple aztèque auraient pu être ébranlées par les travaux dans le centre-ville. 
Pour respecter le plan de développement du réseau prévu initialement, une nouvelle ligne, la ligne A, fut développée dans la banlieue mais avec une technologie différente : métro léger sur fer. La distance entre les stations qui est en moyenne de 1100 mètres dans le centre ville passe à 1700 m sur cette ligne. La ligne A fut inaugurée en 1991. 
Un nouveau tracé fut défini en 1991 pour la ligne 8 qui lui permettait d'éviter le centre-ville. Cette ligne de 20 km fut ouverte en 1994.

### La construction de la ligne B
La ligne B (initialement ligne 10) fut alors mise en construction  pour desservir une autre zone résidentielle située au nord-est de la ville. La construction prit du retard pour des raisons budgétaires ; la ligne fut opérationnelle en novembre 2000.

### La construction de la ligne 12
La décision de construire une ligne 12 a été prise en juin 2007. Les attributaires des contrats sont connus en juin 2008. 

### Chronologie des mises en service
| Ligne    | Logo | Couleur      | Trajet                                     | Mise en service   | Longueur (km) | Stations | Observations |
| -------- | ---- | ------------ | ------------------------------------------ | ----------------- | ------------- | -------- | ------------ |
| Ligne 1  |      | Rose         | Zaragoza - Chapultepec                     | 4 septembre 1969  | 12,7          | 16       |              |
| Ligne 1  |      | Rose         | Chapultepec - Juanacatlán                  | 11 avril 1970     | 1,0           | 1        |              |
| Ligne 2  |      | Bleu         | Pino Suárez - Tasqueña                     | 1er août 1970     | 11,3          | 11       |              |
| Ligne 2  |      | Bleu         | Pino Suárez - Tacuba                       | 14 septembre 1970 | 8,1           | 11       |              |
| Ligne 1  |      | Rose         | Juanacatlán - Tacubaya                     | 20 novembre 1970  | 1,1           | 1        |              |
| Ligne 3  |      | Vert olive   | Tlatelolco - Hospital General              | 20 novembre 1970  | 5,4           | 7        |              |
| Ligne 1  |      | Rose         | Tacubaya - Observatorio                    | 10 juin 1972      | 1,7           | 1        |              |
| Ligne 3  |      | Vert olive   | Tlatelolco - La Raza                       | 25 août 1978      | 1,4           | 1        |              |
| Ligne 3  |      | Vert olive   | La Raza - Indios Verdes                    | 1er décembre 1979 | 4,9           | 3        |              |
| Ligne 3  |      | Vert olive   | Hospital General - Centro Médico           | 7 juin 1980       | 0,8           | 1        |              |
| Ligne 3  |      | Vert olive   | Centro Médico - Zapata                     | 25 août 1980      | 4,5           | 4        |              |
| Ligne 4  |      | Cyan         | Martín Carrera - Candelaria                | 29 août 1981      | 7,5           | 7        |              |
| Ligne 5  |      | Jaune        | Consulado - Pantitlán                      | 19 décembre 1981  | 9,2           | 7        |              |
| Ligne 4  |      | Cyan         | Candelaria - Santa Anita                   | 25 mai 1982       | 3,2           | 3        |              |
| Ligne 5  |      | Jaune        | Consulado - La Raza                        | 1er juillet 1982  | 3,1           | 3        |              |
| Ligne 5  |      | Jaune        | La Raza - Politécnico                      | 30 août 1982      | 3,4           | 3        |              |
| Ligne 3  |      | Vert olive   | Zapata - Universidad                       | 30 août 1983      | 6,6           | 5        |              |
| Ligne 6  |      | Rouge        | El Rosario - Instituto del Petróleo        | 21 décembre 1983  | 9;3           | 7        |              |
| Ligne 1  |      | Rose         | Zaragoza - Pantitlán                       | 22 août 1984      | 2,3           | 1        |              |
| Ligne 2  |      | Bleu         | Tacuba - Cuatro Caminos                    | 22 août 1984      | 4,0           | 2        |              |
| Ligne 7  |      | Orange       | Tacuba - Auditorio                         | 20 décembre 1984  | 5,4           | 4        |              |
| Ligne 7  |      | Orange       | Auditorio - Tacubaya                       | 23 août 1985      | 2,7           | 2        |              |
| Ligne 7  |      | Orange       | Tacubaya - Barranca del Muerto             | 19 décembre 1985  | 5,0           | 4        |              |
| Ligne 6  |      | Rouge        | Instituto del Petróleo - Martín Carrera    | 8 juillet 1986    | 4,7           | 4        |              |
| Ligne 9  |      | Marron       | Pantitlán - Centro Médico                  | 26 août 1987      | 11,5          | 9        |              |
| Ligne 9  |      | Marron       | Centro Médico - Tacubaya                   | 29 août 1988      | 3,8           | 3        |              |
| Ligne 7  |      | Orange       | Tacuba - El Rosario                        | 29 novembre 1988  | 5,7           | 4        |              |
| Ligne A  |      | Violet       | Pantitlán - La Paz                         | 12 août 1991      | 17,0          | 10       |              |
| Ligne 8  |      | Vert         | Garibaldi-Lagunilla - Constitución de 1917 | 20 juillet 1994   | 20,0          | 19       |              |
| Ligne B  |      | Vert et gris | Villa de Aragón - Buenavista               | 15 décembre 1999  | 13,5          | 13       |              |
| Ligne B  |      | Vert et gris | Villa de Aragón - Ciudad Azteca            | 30 novembre 2000  | 10,2          | 8        |              |
| Ligne 12 |      | Or           | Tláhuac - Mixcoac                          | 30 octobre 2012   | 24,5          | 20       |              |

## Réseau

### Les lignes
Le métro de Mexico comporte 195 stations dont 24 permettent une correspondance avec d'autres lignes : 106 de ces stations sont souterraines, (la plus profonde est à 35 mètres de profondeur), 53 stations sont en surface et 15 stations sont en viaduc. 11 stations sont dans l'État de Mexico (à l'extérieur de la ville) alors que les autres sont dans le district fédéral (c'est-à-dire la ville de Mexico).
| Ligne | Couleur      | Trajet                                     | Ouverture | Longueur totale (km) | Fréquentation (million de passagers) | Nombre de stations | Rames en circulation       | Technologie                               |
| ----- | ------------ | ------------------------------------------ | --------- | -------------------- | ------------------------------------ | ------------------ | -------------------------- | ----------------------------------------- |
|       | Rose         | Pantitlán - Observatorio                   | 1969-1984 | 18,8                 | 16,7                                 | 20                 | NM-16, NM-22               | Métro sur pneumatiques                    |
|       | Bleu         | Cuatro Caminos - Tasqueña                  | 1970-1984 | 23,4                 | 20,7                                 | 24                 | NM-02                      | Métro sur pneumatiques                    |
|       | Vert olive   | Indios Verdes - Universidad                | 1970-1983 | 23,6                 | 21,3                                 | 21                 | NM-79, NM-83, NM-92        | Métro sur pneumatiques                    |
|       | Cyan         | Martín Carrera - Santa Anita               | 1981-1982 | 10,7                 | 9,4                                  | 10                 | NM-73                      | Métro sur pneumatiques                    |
|       | Jaune        | Politécnico - Pantitlán                    | 1981-1982 | 15,7                 | 14,4                                 | 13                 | MP-68, NM-73               | Métro sur pneumatiques                    |
|       | Rouge        | El Rosario - Martín Carrera                | 1983-1986 | 14,0                 | 11,4                                 | 11                 | NM-73, NM-79, NC-82, NM-83 | Métro sur pneumatiques                    |
|       | Orange       | El Rosario - Barranca del Muerto           | 1984-1988 | 18,8                 | 17,0                                 | 14                 | NM-73, NM-79, NM-83, NM-02 | Métro sur pneumatiques                    |
|       | Vert         | Garibaldi-Lagunilla - Constitución de 1917 | 1994      | 20,0                 | 17,7                                 | 19                 | NM-79, MP-82               | Métro sur pneumatiques                    |
|       | Marron       | Pantitlán - Tacubaya                       | 1987-1988 | 15,3                 | 13,0                                 | 12                 | NM-73, NM-79, NC-82, NM-83 | Métro sur pneumatiques                    |
|       | Violet       | Pantitlán - La Paz                         | 1991      | 17,0                 | 14,9                                 | 10                 | FM-86, FM-95A, FE-07       | Métro sur fer, alimentation par caténaire |
|       | Vert et gris | Ciudad Azteca - Buenavista                 | 1999-2000 | 23,7                 | 20,3                                 | 21                 | MP-68                      | Métro sur pneumatiques                    |
|       | Or           | Tláhuac - Mixcoac                          | 2012      | 24,5                 | 20,2                                 | 20                 | FE-10                      | Métro sur fer, alimentation par caténaire |

#### La ligne 1
La ligne 1 est souterraine (19 stations souterraines, 1 station en surface). 

## Équipements du réseau

### Matériel roulant
Sur toutes les lignes excepté les lignes A et 12, le matériel roulant reprend le principe du métro sur pneumatiques développé pour le métro de Paris.
Le métro dispose en 2018 d'un parc total d'environ 3 280 véhicules constituant 384 trains en état de fonctionner dont 319 trains sur pneumatiques (290 trains de neuf voitures, 29 trains de six voitures) et 65 trains sur voies ferrées pour les lignes A et 12 (13 trains de neuf voitures, 30 trains de sept véhicules, 22 trains de six voitures). 226 trains ont été construits à l'étranger et 158 sont de fabrication locale. Vingt trains étaient en 2018 en cours de livraison.
Le parc de véhicules est composé en 2019 de trains roulants sur voies ferroviaires ou pneumatiques. Au total, il dispose de 390 trains : 321 trains roulement pneumatique (292 trains de neuf voitures, 29 trains de six voitures) et 69 trains sur voies ferrées pour les lignes A et 12 (27 trains de six voitures et 12 de neuf voitures sur la ligne A, 30 trains de sept voitures sur la ligne 12). 
Les fournisseurs de ces trains sont les sociétés Alstom, Bombardier, CAF et Constructora Nacional de Carros de Ferrocarril.
Les premiers trains appelés MP-68 ont été conçus par Roger Tallon, un designer industriel français, mandaté par la société CIMT.
| Véhicule | Livraison       | Constructeur      | Ligne(s ) desservie(s) | Nombre de train | Alimentation | Roulement | Illustration |
| -------- | --------------- | ----------------- | ---------------------- | --------------- | ------------ | --------- | ------------ |
| MP-68    | 1968 - 1970     | Alstom            |                        | 60              | 3ème rail    | Pneu      |              |
| NM-73    | 1973 - 1978     | Alstom, Concarril |                        | 44              | 3ème rail    | Pneu      |              |
| NM-79    | 1979 - 1982     | Alstom, Concarril |                        | 58              | 3ème rail    | Pneu      |              |
| NC-82    | 1982 - 1987     | Bombardier        |                        | 20              | 3ème rail    | Pneu      |              |
| MP-82    | 1982 - 1985     | Alstom            |                        | 25              | 3ème rail    | Pneu      |              |
| NM-83    | 1983 - 1990     | Concarril         |                        | 55              | 3ème rail    | Pneu      |              |
| NE-92    | 1992 - 1994     | CAF               |                        | 15              | 3ème rail    | Pneu      |              |
| NM-02    | 2002 - 2006     | CAF               |                        | 45              | 3ème rail    | Pneu      |              |
| NM-16    | 2016 - 2018     | CAF               |                        | 10              | 3ème rail    | Pneu      |              |
| NM-22    | 2022 - en cours | CRRC              |                        | 29              | 3ème rail    | Pneu      |              |
| FM-86    | 1986 - 1991     | Concarril         |                        | 58              | Caténaire    | Fer       |              |
| FM-95A   | 1995 - 1998     | Bombardier, CAF   |                        | 13              | Caténaire    | Fer       |              |
| FE-07    | 2007 - 2010     | CAF               |                        | 9               | Caténaire    | Fer       |              |
| FE-10    | 2010 - 2012     | CAF               |                        | 30              | Caténaire    | Fer       |              |

La répartition des 390 trains entre les lignes est la suivante : 
- Ligne 1 : 49 trains de quatre modèles : 4 trains MP-68, 5 trains NM-83A, 24 trains NM-83B, 16 trains NE-92.
- Ligne 2 : 40 trains
- Ligne 3 : 50 trains
- Ligne 4 : 12 trains
- Ligne 5 : 25 trains
- Ligne 6 : 17 trains
- Ligne 7 : 33 trains
- Ligne 8 : 30 trains
- Ligne 9 : 29 trains
- Ligne 12 : 30 trains de sept voitures
- Ligne A : 39 trains (27 trains de six voitures, 12 de neuf voitures)
- Ligne B : 36 trains

Le métro utilise un écartement de voie de 1435 mm (standard). Les trains de roulement pneumatique nécessitent une surface de roulement pour les pneus de largeur de voie de 1 993 mm. 
La tension à laquelle fonctionnent tous les trains est de 750 V CC. Les trains de roulement pneumatiques obtiennent l'énergie de traction nécessaire au moyen de barres de guidage placées sur les côtés de la surface de roulement. Les trains sur voies ferrées sont équipés d'un pantographe en partie haute pour recevoir l'énergie  fournie au moyen d'une caténaire.

### Automatisme des trains et signalisation
Initialement les lignes du métro 1 à 7 et 9 sont équipés d'un système d'automatismes de conduite (PA 135) de même technologie que les lignes du métro parisien de l'époque fourni et installé par la société Matra Transport (Interelec). C'est cette même société qui a fourni et installé un système automatismes du type Sacem sur les lignes 8, A et B. Doté des fonctions d'ATP et d'ATO, Sacem permet un intervalle plus court entre les trains grâce à un sous-cantonnement physique des circuits de voie au voisinage des stations. Ainsi, sur les trois nouvelles lignes, l'intervalle autorisé n’est que de 90 secondes. Dans un premier temps toutefois, les intervalles étaient maintenus à 110 secondes.

## Exploitation et fréquentation

### Exploitation
Le métro fonctionne chaque jour ouvrable de 5 heures du matin à minuit. Aux heures de pointe, il passe une rame toutes les 2–3 minutes ; en début et fin de journée les rames se présentent toutes les 10 à 15 minutes.
Le ticket de métro coûte 5 pesos mexicains soit environ 0,25 euro. Le prix du ticket est subventionné. Les tickets sont vendus dans la station et doivent être présentés dans des lecteurs de titres magnétiques qui contrôlent des portillons à tourniquet situés à l'entrée des stations. Depuis juin 2006, une carte à puce est commercialisée avec des voyages prépayés pour un coût de 10 pesos, mais gratuite pour les handicapés et les habitants âgés de la ville. Cette carte peut être rechargée par l'usager dans chaque station au guichet ou dans des distributeurs automatiques.
Pour permettre son utilisation par une population partiellement illettrée, chaque station est identifiée par un symbole qui rappelle soit le nom de la station soit le nom du quartier. Par exemple la station Emiliano Zapata (révolutionnaire mexicain) est représentée par une moustache coiffée d'un sombrero sur un fond vert (la couleur de la ligne).
Sur certaines lignes, les deux premières voitures sont réservées aux femmes et aux enfants ; cette consigne s'applique surtout aux heures de pointe.

### Fréquentation
En 1995, le nombre annuel de voyages atteint 1 474 millions. Le trafic baisse par la suite et ne retrouve un tel niveau de fréquentation qu'en 2011, malgré la mise en service de la ligne B.
Tableau de la fréquentation du réseau de métro depuis 2002 (en millions par an) :

### Compagnie d'exploitation
STC-Metro emploie 15 350 personnes dont 3 300 opérationnels, 4 700 pour l'ingénierie et la maintenance, 2 450 guichetiers, 650 surveillants, 4 250 administratifs (2018). Cet effectif résulte d'un effort de productivité car le gestionnaire du métro employait 13 100 personnes en 1995 pour un réseau de 10 lignes de métro.

## Projets de développement
Une extension de la ligne 12 à partir de son terminal actuel Mixcoac est en construction vers Observatorio (3,5 km, 3 stations). Sa mise en service est prévue pour 2021.
Les projets d'extension du réseau de métro sont actualisés dans un plan directeur du développement du métro. Le plan directeur du métro 1995-2020 prévoyait pour 2020 quatorze lignes de métro pneumatiques, trois lignes de métro ferroviaire et dix lignes de tramway. Mais à la fin de plan, le métro ne compte que douze lignes de métro et un tramway. Le plan de développement est contrarié par l'absence de ressources financières. Le 1er octobre 2020, le Plan général de développement de Mexico a été annoncé, avec un horizon jusqu'en 2040. À la suite de ce plan général, le plan de développement  2018-2030 sera réactualisé en plan de développement 2020-2050. Il devrait proposer une croissance du réseau de métro avec huit propositions d'expansion pour les lignes existantes et cinq nouvelles lignes.
Les propositions d'expansion présentées dans ce plan sont les suivantes :
- Extension de la ligne 4 de partir de l'actuel terminal de Santa Anita jusqu'au voisinage de la zone sportive de Xochimilco.
- Extension de la ligne 5 de l'actuel terminal Politécnico jusqu'à la correspondance avec le train de banlieue Tlalnepantla, où serait situé le nouveau terminal de cette ligne.
- Extension de la ligne 6 de l'actuel terminal Martín Carrera jusqu'à Villa de Aragón, communiquant avec sa station homologue sur la ligne B.
- Extensions de la ligne 7 : deux prolongements envisagés pour cette ligne, le premier pour le tronçon nord d'El Rosario jusqu'à Tlalnepantla et de l'autre côté, la proposition sud vise à partir de la gare de Barranca del Muerto jusqu'à San Jerónimo.
- Extension de la ligne 8 : au nord de la ville, à partir de l'actuel terminal Garibaldi-Lagunilla se terminant par une correspondance à la station Martín Carrera avec les lignes 4 et 6.
- Extension de la ligne 9 du terminal actuel de Tacubaya vers à la station Observatorio pour une correspondance avec les lignes 1 et 12.
- Extension de la ligne B du terminal actuel de Buenavista, jusqu'à la correspondance avec l'Hipódromo de las Américas, à l'ouest de la ville.

Les propositions de nouvelles lignes seraient les suivantes :
- La ligne 10 circulerait sur toute l'avenue des Insurgés, en partant d'Indios Verdes jusqu'à atteindre la zone archéologique de Cuicuilco.
- La ligne 11 partirait de l'aéroport international Benito Juárez, reliant la ligne 5 du métro, à l'hippodrome de Las Américas à Lomas de Sotelo. Cette ligne traverserait des zones telles que San Lázaro, le Zócalo de la Ciudad, l'Ange de l'Indépendance, Chapultepec et Polanco.
- La ligne 13 dont l'origine serait à la station Valentín Campa sur la ligne 12 du métro et la destination à l'intersection des avenues Bordo de Xochiaca, Lázaro Cárdenas et Carmelo Pérez, dans la commune de Nezahualcóyotl.
- La ligne 14 partirait également de l'avenue Bordo de Xochiaca mais avec une intersection à l'avenue Adolfo López Mateos, dans la commune de Nezahualcóyotl, jusqu'au stade olympique México 68.
- La ligne C partirait du Hipódromo de las Américas, pour circuler sur le ring Periférico, Manuel Ávila Camacho, puis une légère déviation vers une correspondance avec le métro Cuatro Caminos, pour continuer à courir sur Periférico, jusqu'à atteindre l'intersection de cette avenue avec les routes Convento de Tepotzotlán et Convento de Santa Mónica, où cette ligne se terminerait.